# Barry Larkin
Pour les articles homonymes, voir Larkin.
Barry Louis Larkin (né le 28 avril 1964 à Cincinnati, Ohio, États-Unis) est un ancien joueur d'arrêt-court des Ligues majeures de baseball. Il a joué toute sa carrière, de 1986 à 2004, avec les Reds de Cincinnati. Il est élu en 2012 au Temple de la renommée du baseball.
Il a participé à 12 matchs des étoiles, gagné 9 Bâtons d'argent pour son excellence en offensive, 3 Gants dorés pour son travail en défensive et a été élu joueur par excellence de la Ligue nationale en 1995. Il fut un des membres de l'équipe championne de la Série mondiale 1990.

## Carrière

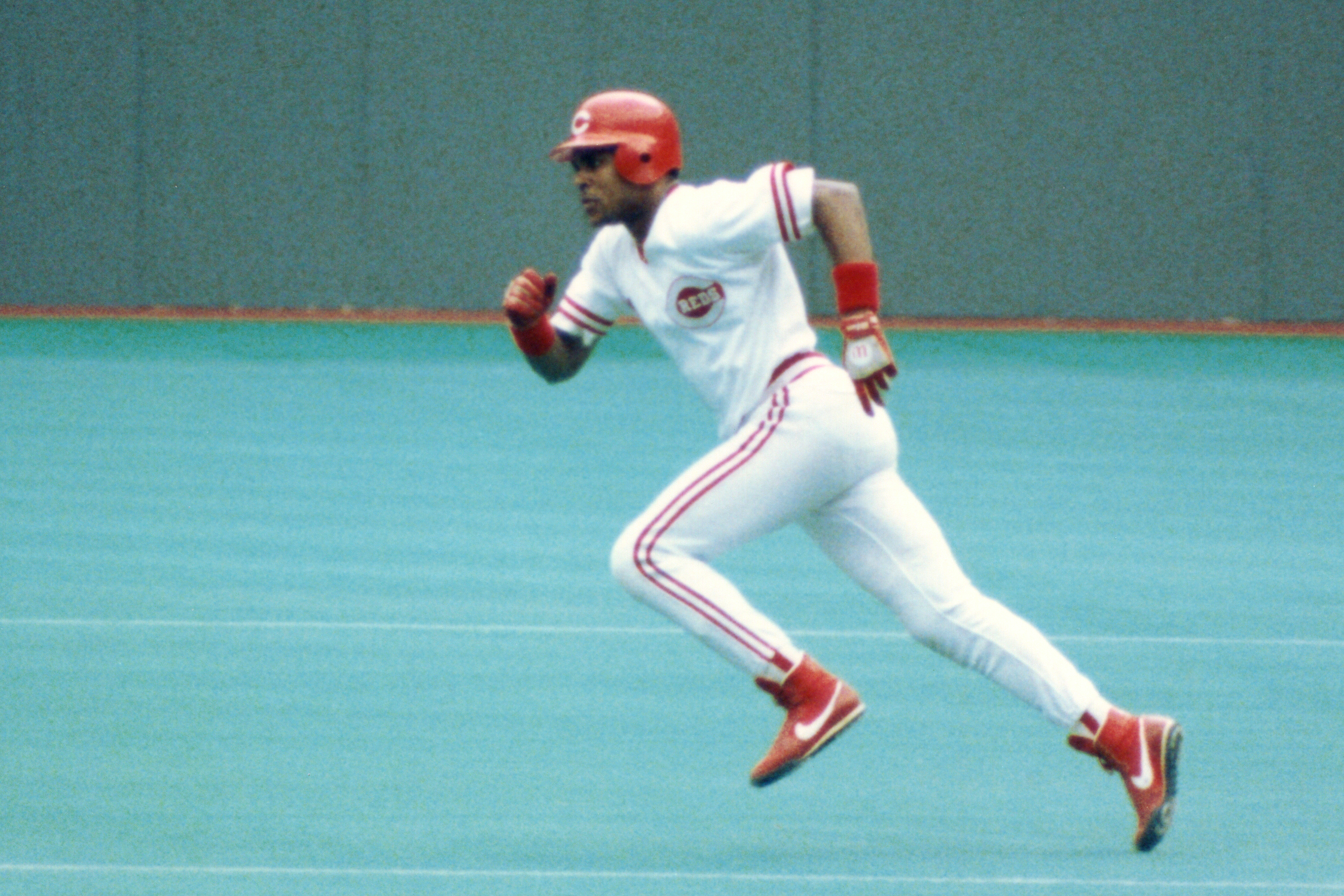
Barry Larkin jouant pour les Reds en 1990 au Riverfront Stadium.

Joueur des Wolverines de l'université du Michigan, Barry Larkin est un choix de première ronde (4e joueur sélectionné au total) des Reds de Cincinnati en 1985. Il fait son entrée dans les majeures avec l'équipe de sa ville natale la saison suivante.
Il a affiché une moyenne au bâton supérieure à ,300 à 9 reprises au cours de sa carrière de 19 saisons, se retirant avec une moyenne globale de ,295.
En 1990, année où il atteint un record personnel de 185 coups sûrs, il aide les Reds à remporter la Série mondiale contre les A's d'Oakland. Il a présenté une moyenne au bâton de ,353 au cours de la finale.
En 1995, il a frappé pour ,315 avec 158 coups sûrs en 131 parties, pour être élu joueur par excellence de la ligue.
En 1996, il a établi des marques personnelles au chapitre des points marqués (107), des coups de circuit (33) et des points produits (89). En ajoutant 36 buts volés à ses 33 circuits, Larkin devenait le premier arrêt-court de l'histoire des majeures à entrer dans le club 30-30.
Avant la saison 1997, il est nommé capitaine des Reds, fonction qu'il honorera jusqu'à sa retraite après la saison 2004.
Il a reçu neuf Bâtons d'argent (1988-1992, 1995, 1996, 1998 et 1999), trois Gants dorés à la position d'arrêt-court (1994-1996) et a été invité au match des étoiles en douze occasions (1988-1991, 1993-1997, 1998, 1999, 2004).
En 2180 parties dans les majeures, il a frappé 2340 coups sûrs, marqué 1329 fois, cogné 198 coups de circuit et produit 960 points. Il a frappé pour ,338 en quatre séries et dix-sept matchs éliminatoires.
Son frère Stephen Larkin a aussi atteint les Ligues majeures, mais n'a joué qu'un match pour les Reds en 1998. Lors du dernier match de la saison des Reds, le 27 septembre, Stephen jouait au premier but et Barry à l'arrêt-court tandis que les frères Bret et Aaron Boone prenaient place aux deuxième et troisième coussins, respectivement. Il s'agissait de la première fois dans l'histoire des majeures que deux duos de frères évoluaient pour la même équipe, en même temps.

## Temple de la renommée

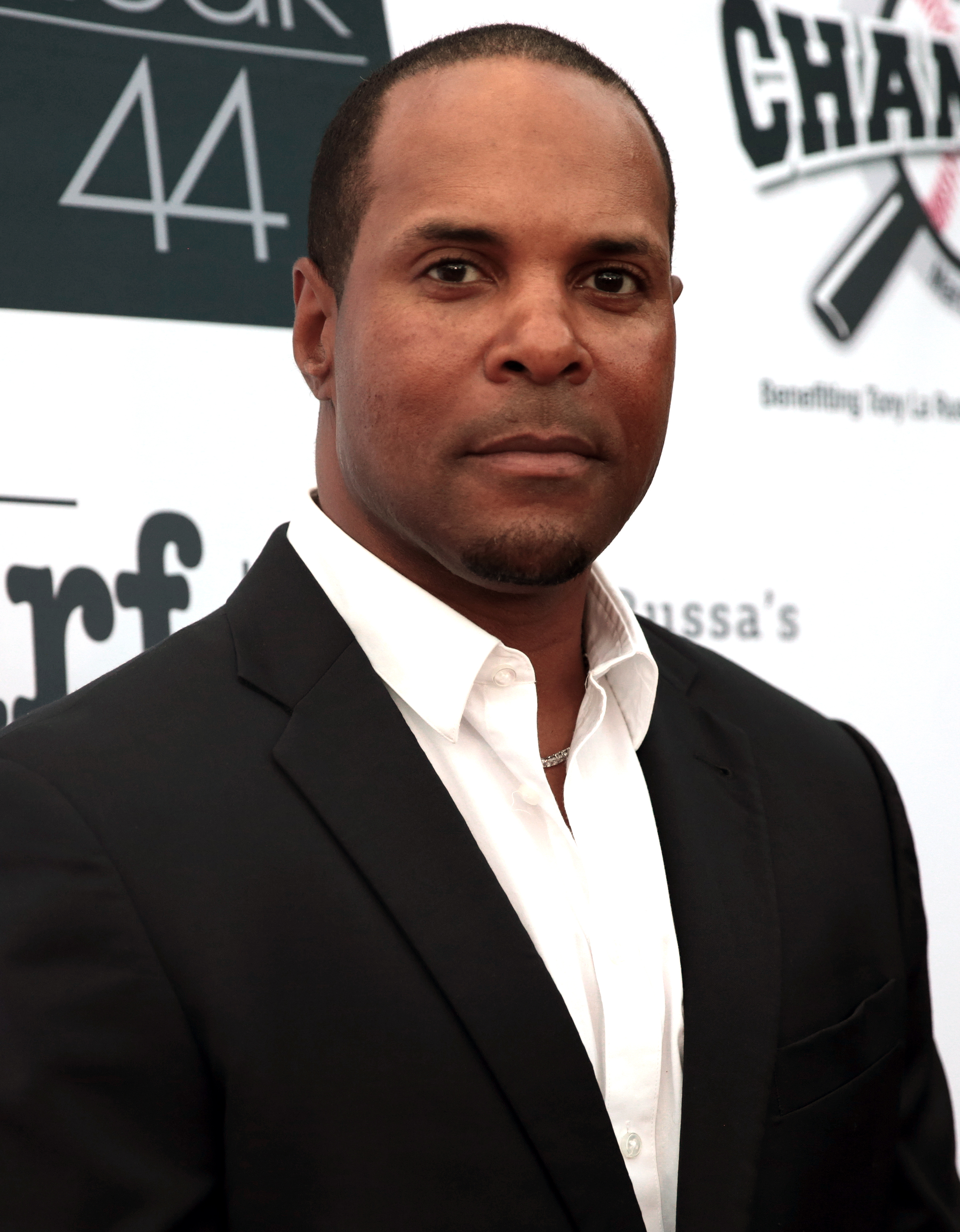
Barry Larkin en 2017.

Barry Larkin est élu au Temple de la renommée du baseball en 2012.
À sa première année d'éligibilité, cinq ans après sa retraite, il  recueille en 2010 51,6 % des votes des membres de l'Association des chroniqueurs de baseball d'Amérique. Troisième en 2011 avec un score de 62,1 % derrière les nouveaux élus Roberto Alomar et Bert Blyleven, il est le seul élu de 2012 lorsque son nom apparaît sur 86,4 % des bulletins de vote. Il entre officiellement au Temple lors d'une cérémonie à Cooperstown, New York, le 22 juillet 2012.

## Vie personnelle
Plusieurs frères de Barry Larkin se sont illustrés au niveau sportif. Byron Larkin, né en 1965, a joué au basket-ball pour les Musketeers de l'université Xavier ; Mike Larkin, joueur de football américain, a été secondeur du Fighting Irish de l'université Notre Dame en 1982, 1984 et 1985, ; Stephen Larkin a joué au baseball professionnel et disputé un seul match dans la Ligue majeure de baseball, comme joueur de premier but des Reds de Cincinnati aux côtés de Barry en 1998.
Avec son épouse Lisa, Barry Larkin a trois enfants. Leur fils Shane Larkin a joué au basket-ball en NBA,, et deux filles : Cymber, qui a pratiqué la crosse, et Brielle D'Shea, dont l'un des prénoms est une référence au Shea Stadium.